# نوواکووو (استان وارنا)
نوواکووو (به بلغاری: Novakovo) یک منطقهٔ مسکونی در بلغارستان است که در شهرستان اکساکاوو واقع شده‌است.
 نوواکووو  ۱۸۱ نفر جمعیت دارد.